# Stratford (Connecticut)
Stratford è un comune di 49.943 abitanti degli Stati Uniti d'America, situato nella Contea di Fairfield nello Stato del Connecticut.